# Ширман, Натан Теодорович
Во сне, неотвязно-настойчиво воссоздающем детство, приходит к режиссеру Натану Ширману его и моя родина — Кривой Рог, где повседневные реалии неказистой Немецкой улицы причудливо сплетаются с ирреально-феллиниевскими циркачами, неожиданно встреченными в дальнем далеко.
Ширман Натан Теодорович (2 апреля 1921, Кривой Рог, Екатеринославская губерния — 25 февраля 1998, Киев) — советский оператор и режиссёр документального кино, популяризатор любительского кинематографа. Отец режиссёра Романа Ширмана.

## Биография
Родился 2 апреля 1921 года в городе Кривой Рог.
С 7 июля 1941 года участвовал в Великой Отечественной войне, призван Молотовским РВК Киева: красноармеец, младший техник-лейтенант.
5 октября 1945 года демобилизирован из состава 206-го стрелкового полка.
В 1953 году окончил Всесоюзный государственный институт кинематографии (Москва). После окончания института работал оператором на киностудии «Киевнаучфильм».
Умер 25 февраля 1998 года в Киеве.

## Творческая деятельность
Внёс значительный вклад в популяризацию, организацию и развитие любительского кино в УССР.
Вёл постоянную рубрику в журнале «Новини кіноекрана», публиковался в альманахе «Егупец», издании «Зеркало недели».
Автор публикаций по операторской работе и любительскому кино:
- Бесіди з кінолюбителями. — Киев, 1963.
- 300 порад кінолюбителям. — Киев : Мистецтво, 1968. — Кн. 1. — 208 с.
- 300 порад кінолюбителям. — Киев : Мистецтво, 1971. — Кн. 2. — 190 с.
- Из практики — для практики / Ред. М. Г. Иванова. — М. : Искусство, 1975. — 112 с.
  - Из практики — для практики. — 2-е, дополн. изд. — М. : Искусство, 1983. — 151 с.
- Фильмы для всех / Ред. В. С. Бугаенко. — Киев : Мистецтво, 1976. — 119 с.
- Перші кроки з кінокамерою. — Киев : Мистецтво, 1978. — 151 с.
- Силуэт на экране. — Киев : Мистецтво, 1989. — 160 с. — ISBN 7771502049.
- Техніка аматорського кіно. — Киев : Техника, 1992. — 189 с. — ISBN 5335007982.

Снял киноленты:
- «Мы идём в Крым» (1957);
- «Леса Закарпатья» (1957);
- «Ящур» (1958);
- «Электронный консилиум» (1959) — 1-я премия Всесоюзного кинофестиваля (1960, Минск);
- «Огни Украины» (1960);
- «Они должны слышать» (1961) — о новых способах лечения и операций отосклероза, разработанных А. С. Коломийченко;
- «Думы Кобзаря» (1961);
- «Оптимистичные этюды» (1962);
- «Краса земли родной» (1963);
- «Карандаш и Жар-птица» (1965);
- «Наука о случайном» (1966);
- «Баллада о Грине» (1967);
- «Посвящение в бельканто» (1968);
- «Фехтовальщики» (1968) — приз «Золотой лев» Международного фестиваля спортивных фильмов (Кортина д’Ампеццо, Италия);
- «Франковцы» (1968);
- «В парках Украины» (1970, автор сценария, режиссёр и оператор);
- «Бэла Руденко» (1971, режиссёр-оператор);
- «По ту сторону добра» (1974);
- «Осторожно, дети!» (1975);
- «Что ты чувствуешь, человек?» (1975);
- «Когда поют солдаты» (1976);
- «Урок физкультуры» (1977);
- «Диалектика» (1977);
- «Сегодня с Макаренко» (1978);
- «Опасные децибелы» (1978);
- «Пионерские старты» (1979);
- «Я хочу рассказать правду» (1980, соавтор);
- «Третий возраст» (1982);
- «Философия и политика» (1983)[3].

## Награды
Имел государственные и боевые награды СССР.
- Орден Красной Звезды (28.09.1945)[4];
- Медаль «За боевые заслуги» (30.09.1944)[4];
- Орден Отечественной войны 2-й степени (06.04.1985)[4];
- Медаль «За оборону Сталинграда»[4];
- Медаль «За взятие Кёнигсберга»[4];
- 1-я премия Всесоюзного кинофестиваля (1960, Минск) — за фильм «Электронный консилиум» (1959)[3];
- Приз «Золотой лев» Международного фестиваля спортивных фильмов (Кортина д’Ампеццо, Италия) — за фильм «Фехтовальщики» (1968)[3].